# Wchody
Wchody – prawo użytkowania lasu, przywileje pozwalające na eksploatację dóbr królewskich, takich jak: drewno, siano z nadrzecznych łąk, a także na zakładanie barci, z których pozyskiwano miód i wosk.

## W Puszczy Białowieskiej

### Korzyści z prawa wchodów
Użytkowanie Puszczy Białowieskiej w czasach królewskich dzieliło się na trzy kategorie:
- korzystanie z zasobów lasu przez poddanych i służby leśne np. osoczników.
- pożytki czerpane przez okoliczną ludność, szlachtę i duchowieństwo na podstawie praw wchodowych, czyli królewskich przywilejów.

Tym formom użytkowania Puszcza podlegała od XV do końca XVIII w.
- wyrób towarów leśnych przez kontrahentów lub zarząd Puszczy.

Przed tą formą użytkowania-najbardziej niszczącą Puszcza była chroniona dłużej od innych dóbr królewskich.
Ludność wsi przypisanych do Puszczy Białowieskiej miała prawo zbierania wywrotów i chrustu na opał oraz pozyskiwanie drewna na cele gospodarcze np. grodzenie. Miała też prawo do ograniczonego wypasu bydła, pozyskiwanie łuczywa oraz zbioru roślin, grzybów i owoców leśnych. Z przywilejów tych korzystały też służby leśne mające prawo wchodów.
Prawa wchodowe nadawane przez króla obejmowały też:
- sianokosy na nadbrzeżnych łąkach
- prawo tworzenia barci, osadzania w nich pszczół oraz zbieranie z nich miodu i wosku.
- połów ryb w puszczańskich rzekach
- w XVII w. pojawiły się nieliczne przywileje na wyrąb drewna oraz pozyskiwanie rudy darniowej w dolinach większych rzek.

### Historia
W XIV i XV w. książęta litewscy nadawali prawa z korzystania z dobrodziejstw puszczańskich m.in. prawo użytkowania łąk (wchody sianożęte) i prawo użytkowania barci (wchody bartne).
Tradycja korzystania z bogactw Puszczy sięgała dawnych czasów. Na przykład w opisaniu „wchodów” do Puszczy od strony majątku Wierzchowicze zaznacza się, że majątek w postaci specjalnego gospodarczego kompleksu uformował się i przeszedł w prywatną własność za czasów wielkich książąt litewskich — Witolda, Zygmunta, Kazimierza, Aleksandra. Najwcześniejszy znany dokument o „wchodach” do Puszczy od strony Wierzchowicz odnosi się do roku 1506. Dokładna data nadania „wchodów” nie została ustalona, odwołuje się ona do czasów Witolda - system ochronny w Puszczy Białowieskiej zaczął się formować za czasów tego władcy. Prawo swobodnego korzystania z dóbr Puszczy przez osoby prywatne w tym czasie nie istniało. Wyjątkiem była szlachta, która mogła korzystać z różnych pożytków znajdujących się na jej terenie. W przypadku braku „starych praw na wchody” do Puszczy, zezwolenie takie można było otrzymać jednorazowo od samego monarchy.
Na sejmie wileńskim w 1551 r. szlachta złożyła 28 próśb do króla Zygmunta Augusta o uznanie uprawnień do korzystania z puszczy, chodziło o pozwolenie polowań na zwierzynę, łowienie ryb i wycinanie drzew na budownictwo. Na sejmie 1554 r. w ponownej petycji do króla szlachta dopomina się prawa wchodów do barci, jezior, jazów i "sianożęci" (sianokosów na łąkach w puszczy). Król nie przychylił się do prośby szlachty, ustalono, że z wchodów będzie można korzystać w okresie dnia i pod kontrolą urzędników. O wchodach jest również mowa w ustawie z roku 1557, tzw. "Ustawa o włóki". W ustawie tej stwierdzono m.in.:
"Gdzie w puszczach maja leźni do wchodów, przy leźniach żeby psów i bydła nie trzymali" – słowo "leźnia" oznaczało przerąb w puszczy, przez który zwierz "lazł do ostępu".
Posiadacze wchodów byli zobowiązani do składania dowodów prawnych wykazujących obszary, lokalizację i rodzaj użytkowania.
Pełne wykazy wchodów zawierają rewizje Puszczy z lat 1680 i 1703. Wykazy z 1780 r. zawierają tylko majątki wchodowe, z którymi procesował się podskarbi A. Tyzenhauz. Prawie wszystkie wchody zgrupowane były od strony południowej i południowo-zachodniej. Takie rozmieszczenie było wynikiem łączenia się Puszczy Białowieskiej z otaczającymi ją puszczami. W następnych dwóch stuleciach nadania wchodów ustały.
Wchody były swego rodzaju sposobem na kontrolowanie użytkowania puszcz.

### Wsie i majątki korzystające z prawa wchodów
Niektóre wsie z terenu Puszczy Białowieskiej posiadające prawo wchodów
- Budy
- Pogorzelce
- Teremiski

Majątki przytoczone w "Ordynacji" 1639 mające prawo wchodów
Do listy 23 majątków zaliczonych w "Ordynacji" należały m.in.:
- Czarnawczyce - właściciel Albrycht Stanisław Radziwiłł
- Trościenia - właściciele (?) Słuszka - wojewoda Nowogrodzki, przed Unią Lubelską - Chodkiewiczowie, na początku XVIII w. – Sapiehowie, w końcu XVIII w. - Potoccy.
- Paszuki - właściciel Stefan Pac, w XVIII w. majątek należał do Tyszkowskiego następnie do Krupińskiego. Majątek łącznie z wchodami do Puszczy był dzierżawiony przez różne osoby
- Jelna - własność Kazimierza Paca.
- Wistycze - własność podkomorzego brzeskiego(brak nazwiska w źródłach).
- Lubaszki - właściciel ksiądz dziekan Łucki(brak nazwiska w źródłach).
- Szereszewo - plebania - własność kościoła w Szereszewie. Dwa przywileje - jeden królowej Bony z 1537 r. dla kościoła, drugi Zygmunta I z 1521 r. dla cerkwi unickiej. W obu przypadkach przyznano prawo wycinania drzew na potrzeby własne.
- Wołkowicze - jeden z największych według rewizji z 1559 r. wchodów (3×3 mile).